# Bogyay Katalin
Bogyay Katalin (Székesfehérvár, 1956. augusztus 20. –) magyar újságíró, nagykövet, diplomata. 2021 áprilisa óta a Magyar ENSZ Társaság (MENSZT) elnöke.  2022 óta a Budapesti Corvinus Egyetem oktatója, 2021 óta a Magyar Diplomáciai Akadémia tanára. A Women4Diplomacy mozgalom alapítója (2021). 2015. január 1. – 2020. december 31. között Magyarország 15. állandó képviselője az ENSZ-nél, New Yorkban. 2009 és 2014 között Magyarország UNESCO-nagykövete Párizsban. 2011 és 2013 között az UNESCO Közgyűlés 36. ülésszakának elnöke. A Magyar Kulturális Intézet igazgatója 1999 és 2006 között Londonban.

## Élete

### Családja és származása
Az ősi római katolikus dunántúli eredetű várbogyai és nagymádi Bogyay család sarja. Apja dr. Bogyay László Gyula (1918–?), zalaszentmihályi születésű orvos, anyja Rigó Anna (1928–1992). Apai nagyszülei várbogyai és nagymádi Bogyay Kálmán (1882–1956), zalaszentmihályi főjegyző és iszkázi Árvay Ilona (1894–1987) voltak. Apai dédszülei várbogyai és nagymádi Bogyay Ernő (1850–1905), községi iskola tanító, és nemes Benkő Terézia (1856–?) voltak; apai nagyanyai dédszülei az iszkázi Árvay családból való iszkázi Árvay Gábor (1866–1940), nemesapáti körjegyző, és Takács Ilona voltak. Árvay Gábor szülei és egyben Bogyay Katalin ükszülei iszkázi Árvay Sándor (1826–1914), 1848-as honvéd hadnagy, járásbíró, és nemes Takács Etelka (1838–1899) voltak. Egy fiúgyermeke van.

### Pályafutása
Budapesti egyetemi tanulmányai után színházi és zenekritikusként dolgozott, majd a Magyar Televízió szerkesztő-riportere lett. A rendszerváltást követően Londonban újabb egyetemi fokozatot szerzett, és a brit fővárosban folytatta televíziós munkáját.
1998–99-ben az UNESCO-főigazgató megbízására a Budapesten megrendezett, első UNESCO tudományos világkonferencia előkészítésének kommunikációs feladatait látta el.
A Londoni Magyar Kulturális Központ igazgatója 1999–2006 között, 2003–2004-ben a Magyar Magic magyar kulturális évad kezdeményezője és vezetője volt.
2006–2009 között az Oktatási és Kulturális Minisztérium nemzetközi szakállamtitkáraként dolgozott.
UNESCO-nagykövetként 2011-ben az EU csoport elnöke volt, 2010-ben a II-es választási csoport elnökének választották, 2009-ben a 35. Közgyűlés egyik alelnöki pozícióját látta el, 2007-ben a 34. Közgyűlés kulturális bizottságának alelnöke volt.
2011-ben a Végrehajtó Tanács egyhangú javaslatára 193 ország egyhangúlag választotta a Közgyűlés 36. Ülésszakának elnökévé két évre. Az időszak egyik nagy visszhangot kapott eseménye volt, hogy a szervezet 2011. október 31-én teljes jogú tagjává választotta a nemzetközi elismertségért harcoló Palesztin Hatóságot. A döntés hatására az Egyesült Államok megvonta pénzügyi támogatását az UNESCO-tól.A kötelező tagdíj befizetésének elmaradása miatt a szervezet felfüggesztette az Egyesült Államok szavazati jogát az UNESCO Közgyűlésben.
Vezetése alatt döntött a közgyűlés arról, hogy 2013–2022-es időszakot a Kultúrák közeledésének ENSZ-évtizedévé választja. Ezt 2012-ben hagyta jóvá az ENSZ Közgyűlés. Az általa vezetett 36. közgyűlés vette fel Dél-Szudánt a tagok sorába, valamint kiáltotta ki a Jazz és a Rádió világnapját.
2012-ben a Glasgow-i Egyetem díszdoktora címet a nemzetek közötti párbeszéd és a skót–magyar kulturális kapcsolatok erősítéséért végzett munkájáért nyerte el.
2014 óta a Kulturális diplomácia és a művészetek program elnöke a Kulturális Diplomácia Intézetben.
2016-ban a Pannon Egyetem díszdoktora címet a multilaterális és kulturális diplomáciában végzett kiemelkedő nemzetközi munkája elismeréseként nyerte el. 2016-ban a művészetek és a humánum iránti elkötelezettsége, valamint a diplomáciában tanúsított intellektus, nagylelkűség és tisztesség elismeréseként  a James Jay Dudley Luce Alapítvány Global Citzenship díjban részesítette. Archiválva 2016. április 9-i dátummal a Wayback Machine-ben

#### Egyesült Nemzetek (ENSZ)
Bogyay Katalin nagykövet elnökölte 2016–2017-ben az ENSZ Konferencia Bizottság üléseit. A Konferencia Bizottság dönt az ENSZ valamennyi hivatalos eseményét tartalmazó éves konferencianaptárról, illetve felel azért, hogy a tolmács-, és fordító, illetve egyéb szolgáltatások megfelelően működjenek az ülések során, a világ valamennyi ENSZ-állomáshelyén.
A Közgyűlés elnöke Tádzsikisztán mellett Magyarországot, Bogyay Katalint jelölte ki annak az informális közgyűlési dialógusnak a társ-előkészítőjévé, amelynek feladata, hogy megvizsgálja a Fenntartható Fejlődési Célok (SDG-k) vízzel kapcsolatos célkitűzéseinek és al-céljainak megvalósításában az ENSZ-szervezetek munkájának közelebbi tartalmi koordinációját, valamint az egyes ágazatokba való beépítését. Az első megbeszélést követően, a második közgyűlési dialógus az elért előrelépést hivatott felvázolni és javaslatot tenni a megfelelő utókövetésre.
ENSZ-nagykövetként kiemelten foglalkozik a nemek közötti egyenlőség támogatásával és a nők helyzetének javításával. Az „International Gender Champions” kezdeményezés tagjaként kiemelt szerepet vállal a nők helyzetbe hozásában, tagja a nemek ENSZ-en belüli egyenlő szerepvállalásáért munkálkodó baráti csoportnak, valamint alapítója a női nagyköveteket tömörítő Körnek (Cirlce of Women Ambassadors), melynek keretében az ENSZ aktuális kérdéseivel foglalkozó szakmai programokat szervez.
2018-ban az ENSZ Nagykövetek Nemzetközi Egyesületének (IAPR) igazgató tanácsa Bogyay Katalin nagykövetet választotta meg a szervezet elnökévé. A szervezet az ENSZ-tagállamok jelenlegi nagykövetei és a korábban állandó képviselőként New Yorkban szolgált nagykövetek fóruma.
Bogyay Katalin nagykövetet és thaiföldi partnerét kérte fel az ENSZ-Közgyűlésének 73. ülésszakának elnöke, María Fernanda Espinosa Garcés, hogy legyenek az ENSZ Közgyűlés 74. ülésszakának Egyetemes Egészségügyi Ellátással foglalkozó magas szintű ülés politikai dokumentuma kidolgozási folyamatának társelnökei.
2019-ben Bogyay Katalin a kelet-európai csoportot képviselő alelnöke a UN Women Végrehajtó Tanácsának.
Bogyay Katalint a „Nelson Mandela Díj 2020” Választási Bizottságának tagjává választották. A díjat öt évenként ítélik oda azoknak, akik életüket a megbékélés, a társadalmi kohézió és a közösségfejlesztés támogatásával az emberiség szolgálatára fordították.
2020 júniusában 193 tagállam egyhangúlag választotta Bogyay Katalin nagykövetet, Magyarország állandó képviselőjét a Szociális, Humanitárius és Kulturális Ügyek Bizottságának (harmadik bizottság) elnökévé a Közgyűlés 75. ülésszakára (2020–2021). A bizottság tevékenységében az emberi jogi kérdések vizsgálata kiemelt jelentőséggel bír, miközben a nők helyzetbe hozásával, a gyermekek védelmével, az őslakosok ügyeivel, a rasszizmus és a faji megkülönböztetés elleni küzdelmen keresztül az alapvető szabadságjogok biztosításával, valamint az önrendelkezéshez, és a kultúrák és a vallások közötti párbeszédhez való joggal is foglalkozik. A Bizottság emellett a társadalmi fejlődés olyan jelentős kérdéseit is napirendjén tartja, mint az ifjúsággal, a családdal, az öregedéssel, a fogyatékossággal élőkkel, a bűnözés megelőzésével, a büntető igazságszolgáltatással és a nemzetközi kábítószer-ellenőrzéssel kapcsolatos ügyek. A bizottság meghallgatja az ENSZ különmegbízottjait, független szakértőket és a munkacsoportok elnökeit az Emberi Jogi Tanács által meghatározottak szerint. Bogyay Katalin ezzel a ENSZ Közgyűlés 75. időszaka alatt az Általános Bizottság tagjává is válik.

#### Az 1956-os magyar forradalom 60. évfordulója az ENSZ-ben
Az ENSZ levéltára számos, az 1956-os forradalommal és az azt követő eseményekkel kapcsolatos, részben titkosított dokumentumot őrzött, amelyek közel 60 éven keresztül hozzáférhetetlenek voltak a nyilvánosság számára. Bogyay Katalin nagykövet 2015 januárjában azzal a küldetéssel érkezett New Yorkba, hogy ezen akták titkosítását feloldja. Több évtizedes kutatói próbálkozások és másfél éves kitartó diplomáciai lobbizás után a forradalom 60. évfordulójára sikerült elérni, hogy kutathatóvá váltak az ENSZ Levéltárban és a Columbia Egyetemen őrzött, 1956-os forradalommal, és a rá vonatkozó ENSZ-ben zajló folyamatokkal kapcsolatos dokumentumok, összesen kb. 1500 oldalnyi iratanyag. Magyarország állandó ENSZ-képviselete rendezvénysorozattal tisztelgett az 1956-os forradalom és szabadságharc emléke előtt, amelynek keretében több panelbeszélgetést is tartottak elismert magyar és külföldi szakértők részvételével. Ennek során – többek között – megemlékeztek a magyar tanúkat védő dán diplomata Bang-Jensen életéről is. Bang-Jensen az ENSZ magyar kérdéssel foglalkozó Különbizottságának másodtitkáraként részt vett a magyar helyzetről készült ENSZ-jelentés elkészítésében; azonban a jelentés az ENSZ Közgyűlésben való tárgyalása napján, 1959. november 25-én rejtélyes körülmények között eltűnt. Magyarország először szervezhette azt a nagyszabású gálakoncertet, amelyet az ENSZ alapításának napján minden évben október 24-én megrendeznek New Yorkban, az ENSZ-palotában. Az 1956-os forradalom hatvanadik évfordulójának tiszteletére a koncert fő témája "Freedom First" volt. Bogyay Katalin gondozásában, Magyarország Állandó ENSZ Képviselete valamint a kőszegi IASK Felsőfokú Tanulmányok Intézete közösen tanulmánykötetet jelentett meg „A CRY For Freedom: Reflection on the 1956 Hungarian Revolution at the UN and Beyond” címmel, A kötet a magyar forradalomról és szabadságharcról szóló tanulmányokat gyűjti egybe, valamint bemutatja az emlékév tiszteletére az ENSZ magyar misszión szervezett rendezvénysorozatot. Továbbá az emlékév méltó lezárásaként Hedva Ser francia–izraeli szobrászművész, az ENSZ jószolgálati nagykövete, a magyar forradalom jelképét szimbolizáló lyukas zászlót ábrázoló bronz kisplasztikát készített.

## Kitüntetései
- 2021-ben a Magyar Batthyány Alapítvány neki ítélte a Gróf Zichy Antónia-díjat kiemelkedő közösségépítő szerepéért, példamutató nemzetközi munkájáért[46][47]
- Mór Város Díszpolgára[48]
- 2020-ban a Leánygyermek Nemzetközi Napja alkalmával az emberkereskedelem és a modern kori rabszolgaság elleni globális tevékenységéért megkapta a ‘Last Girl Leadership’ díjat az Apne Aap Women Worldwide, indiai és amerikai egyesült államokbeli nőjogi szervezettől.[49]
- Kiemelkedő Nemzetközi Női Vezető – 2017 díj (Women of Distinction 2017 Global Leadership Award), a Celebrating Women International nőjogi szervezettől (2017)[50]
- ENSZ Szellemisége díj (2017)
- Értékteljes Világért Békedíj (2017)
- James Jay Dudley Luce Alapítvány Global Citzenship díj (2016)
- A Magyar Érdemrend középkeresztje – a magyar kultúrában és kulturális diplomáciában elért kiemelkedő eredményeiért (2014)
- UNESCO Nehru Aranyérem az UNESCO Közgyűlés elnökeként végzett nagyívű munkájáért (2013)
- Nemzetközi Fair Play Bizottság Fair Play különdíja a sportdiplomácia támogatásáért (2013)
- Lánchíd-díj Magyarország nemzetközi kapcsolataiért végzett szolgálata elismeréseként (2013)
- Norodom Sihamoni kambodzsai király által adományozott Sahametrei-rend nagykeresztje a kultúrák közötti együttműködésért végzett nemzetközi tevékenysége méltatásául (2013)
- II. Albert belga király által adományozott Lipót-rend tagja cím (2008)
- Aphelandra-díj az emberek közötti hídépítés érdekében végzett nemzetközi tevékenységéért (2009)
- A Magyar Köztársasági Érdemrend lovagkeresztje – a nagy-britanniai magyar kulturális évad, a Magyar Magic megrendezéséért és a londoni magyar kulturális intézetben végzett munkájáért (2005)
- 2024-ben elnyerte az Ambassador of Art, a Művészet Nagykövete díjat, melyet a Jövője Van Alapítvány alapított[51].
- 2025-ben elnyerte az Athena40 díjat az ENSZ Fenntartható Fejlődési Célok (SDGs) nagykövete kategóriájában Londonban, mely díjjal elismerték a kulturális diplomáciában végzett elhivatott munkáját és életművét, valamint vezető szerepét a nemek közötti egyenlőség és a nők felemelkedésének előmozdításában.[52]

## Tagságai
- A brit Művészetek Királyi Társasága (Royal Society of Arts, RSA, UK) tagja (2002)
- Művészeti és Tudományos Világakadémia (World Academy of Art and Science, WAAS, USA) tagja[53] (2012)
- A New York-i Foreign Policy Association tiszteletbeli tagja (2015)
- A New York-i Independent Commission on Multilateralism, (International Peace Institue) nagyköveti igazgatóságának tagja (2015)
- A New York-i Foreign Press Association tiszteletbeli tagja (2015)
- A berlini Kulturális Diplomácia Intézet és a kőszegi Felsőbbfokú Tanulmányok Intézete (iASK) nemzetközi tanácsadó testületének tagja[54][55]
- A londoni székhelyű Imago-International Pszichoanalitikai Társaság tiszteletbeli tagja
- A londoni székhelyű Liszt Akadémia Hálózat alapító tagja
- Az Erkel Ferenc által alapított, Magyarország legrégebben működő zenekarának, a Budapesti Filharmóniai Társaság Zenekara igazgatóságának tagja
- Athena 40 Nemzetközi Bizottság tagja [56]
- A Nők Magyarországért Klub alapító tagja [57]
- Az UNESCO Magyar Nemzeti Bizottság tagja (2022)

## Művei
- Pilinszky újra…; összeáll., interjúk Bogyay Katalin; Holnap, Bp., 2021
- A CRY FOR FREEDOM: Reflections on the 1956 Hungarian Revolution at the UN and Beyond (New York, 2017)
- Elnökségem története. A kulturális diplomácia művészete az Unescóban; ford. Bánki Veronika; Holnap, Bp., 2014
- The Art of Cultural Diplomacy – Panorama of a Presidency (UNESCO- Cinko Editions, Párizs, 2013; kínai kiadás: Yilin Press, Nanjing, 2017)
- A magyar kultúra szolgálatában. Bogyay Katalinnal beszélget Dvorszky Hedvig; Kairosz, Bp., 2010 (Magyarnak lenni)
- The Voice of Freedom (HCC, London, 2006)
- Találkozásaim a nagyvilágban (HG & Társa, Budapest 1996)
- In memoriam Pilinszky; összeáll., interjúk Bogyay Katalin; Officina Nova, Bp., 1990
- Dajka (Officina Nova Kiadó, Budapest, 1989)